# Evecliptopera oblongata
Evecliptopera oblongata är en fjärilsart som beskrevs av Walker 1862. Evecliptopera oblongata ingår i släktet Evecliptopera och familjen mätare. Inga underarter finns listade i Catalogue of Life.